# 1808 год в литературе

## События
- Публикуется первая часть трагедии И. В. Гёте «Фауст».

## Книги
- «Женихи, или Век живи и век учись» — комедия Фёдора Иванова
- «Людмила» — баллада Василия Жуковского.
- «Не всё то золото, что блестит» — комедия Фёдора Иванова.
- «Семейство Старичковых» — пьеса Фёдора Иванова.

### Литературоведение
- «Писатель в обществе» — статья Василия Жуковского.

## Родились
- 4 января — Титус Щенёвский, польский писатель (умер в 1880).
- 16 февраля — Жан Батист Гюстав Планш (фр. Jean Baptiste Gustave Planche), французский литературный и художественный критик (умер в 1857).
- 25 марта — Хосе де Эспронседа (исп. José de Espronceda), испанский поэт-романтик (умер в 1842).
- 22 мая — Жерар де Нерваль (фр. Gérard de Nerval), французский поэт-романтик (умер в 1855).
- 17 июня — Генрик Арнольд Вергеланд (норв. Henrik Arnold Wergeland), норвежский писатель-публицист (умер в 1845).
- 19 сентября — Теодор Мундт (нем. Theodor Mundt), немецкий писатель, критик, автор исследований по эстетике и теории литературы (умер в 1861).
- 18 октября — Генри Тейлор (англ. Henry Taylor), английский драматург (умер в 1886).
- 2 ноября — Жюль Амеде Барбе д’Оревильи (фр. Jules Amédée Barbey d'Aurevilly), французский писатель и публицист (умер в 1889).
- 2 декабря — Александр Николаевич Струговщиков, русский поэт и переводчик (умер в 1878).
- дата неизвестна:
  - Александр Зданович (пол. Aleksander Zdanowicz), польский писатель и лингвист (умер в 1868).
  - Александр Степанович Кислов, русский писатель (умер в 1866).
  - Константин Негруцци (рум. Constantin Negruzzi), молдавский и румынский писатель (умер в 1868).
  - Андрей Порфирьевич Сребрянский, русский поэт (умер в 1838).
  - Адольф Фавр (фр. Adolphe Favre), французский писатель и поэт (умер в 1886).
  - Михал Ходзько (пол. Michał Chodźko), польский поэт и переводчик (умер в 1879).
  - Али Хаджи (индон. Ali Haji bin Raja Haji Ahmad, малайский поэт (умер в 1873).

## Умерли
- 30 марта — Густав Фредрик Гилленборг, шведский писатель (родился в 1731).
- дата неизвестна:
  - Козмас Баланос, греческий священник, математик, педагог и писатель (родился в 1731).